# Война на световете
Вижте пояснителната страница за други значения на Война на световете.
Война на световете (на английски: The War of the Worlds) e ранен научнофантастичен роман (1898) от Хърбърт Уелс, който описва нашествието на Земята на извънземни от Марс, използващи лазер/мазер - подобни топлинни лъчи, химически оръжия и механични трикраки бойни машини („триподи“), предтечи на танка. След преодоляване на съпротивата, Марсианците унищожават по-голямата част от източна Великобритания, включително Лондон, преди ненадейно да бъдат убити от земните болести, за които нямат имунитет.
Романът е екранизиран неколкократно, като най-значимите филми са от 1953 и 2005 година. Последната екранизация принадлежи на известния американски режисьор и продуцент Стивън Спилбърг. Действието и на двата филма е пренесено в съвремието.
Романът е залегнал в основата на рок-опера от 1978 г., автор на която е Джеф Уейн – „Jeff Wayne's Musical Version of The War of The Worlds“. Сюжета пресъздава оригиналната викторианска Англия.

## Сюжет
Внимание:  Текстът по-долу разкрива сюжета на произведението (или части от него)!
Действието в романа се развива в края на 19 век. Историята е проследена през очите на анонимен разказвач, който посещава своя приятел астроном Огилви в неговата обсерватория. През телескоп двамата наблюдават серия от взривове на повърхността на Марс, вследствие на които се появяват летящи към Земята гигантски газови кълба. Скоро след това край Хорсел, в околностите на Лондон, се разбива неопределено небесно тяло. Астрономът Огилви пръв отива да огледа кратера, и в дъното му намира странен извънземен цилиндър. Впоследствие около кратера се събира голяма тълпа, част от която е и разказвачът, чийто дом е наблизо. Малко след това цилиндърът се отваря и от него излизат няколко марсианци – големи създания с пипала, които започват да сглобяват странни машини. На здрачаване сред събралите се хора се появява депутация от знаменосци, изпратени да осъществят контакт с извънземните, но те са изпепелени от невидим топлинен лъч.
След това нападение разказвачът завежда съпругата си до Ледърхед при нейните роднини, където тя би трябвало да е в безопасност. По пътя към дома си той вижда марсианските машини в цялата им мощ – огромни, трикраки, въоръжени с топлинни лъчи и т. нар. „черен пушек“ – вид химическо оръжие, силно токсичен черен газ. Триподите изпепеляват армейските части, разположени около кратера и после продължават напред към близките градове. Разказвачът среща и дезертиращ артилерист, от който научава, че още един извънземен цилиндър се е приземил по пътя между Уокинг и Ледърхед. Двамата мъже се опитват да стигнат до Уокинг, но по време на нова марсианска атака при Шепъртън се разделят.
Из южна Англия продължават да се приземяват марсиански цилиндри. Впоследствие започва масирана евакуация на Лондон. Край Шепъртън един от триподите е унищожен с артилерийски обстрел, и още два – след нападение на торпедоносеца-таран Тъндър Чайлд, който в хода на сраженията е потопен. След това обаче атаките на марсианците стават по-агресивни и всякаква организирана съпротива е смазана, а Англия и Лондон – напълно унищожени. В опустошените райони започват да растат червени бурени, които произхождат от Марс.
В крайна сметка разказвачът се озовава в полуразрушена къща заедно с един курат, откъдето двамата наблюдават как марсианските машини използват хора като храна, източвайки кръв директно от телата им. Куратът, който става психически нестабилен при вида на атаките, изпада в истерия. За да не привлича вниманието на извънземните, разказвачът се принуждава да го удари. Тялото на изпадналия в безсъзнание мъж обаче е забелязано от триподите и те го изтеглят с пипалата си от къщата. След това марсианците продължават по пътя си към други населени места и разказвачът получава възможност да избяга от полуразрушената къща и да отиде в Лондон. Там той намира марсианците и червените бурени мъртви, унищожени от земни патогенни бактерии, а по-късно среща жена си. В крайна сметка нашествениците са победени, а човечеството придобива много по-мащабен поглед върху живота и вселената.